# Захарофф, Василий
Василий Захарофф, или сэр Бэзил Захарофф (англ. Sir Basil Zaharoff), или Васи́лиос Заха́роф (Захари́у, греч. Βασίλειος Ζαχάρωφ (Ζαχαρίου); 6 октября 1849, Мугла, Османская империя — 27 ноября 1936, Монте-Карло, Монако) — греческий торговец оружием, бизнесмен и финансист, директор и председатель компании Vickers Limited в Первую мировую войну.
О Захароффе говорили, что он питал вооружённые конфликты, чтобы продавать оружие обеим сторонам. Он владел 14 языками, а его имя произносилось по-разному в зависимости от страны пребывания: в Англии — Бэзил, в России — Василий Васильевич, во Франции — Базиль. Получил прозвища «международный человек-загадка», «торговец смертью», «европейский призрак».

## Биография

### Ранние годы
Василий Захарофф происходит из греческой семьи, жившей в Константинополе. Его семья приняла фамилию Захарофф после того как бежала в Россию в результате антигреческих Пасхальных погромов с началом Греческой революции 1821 года. Семья вернулась в Турцию в 1840-е и жила в городке Мугла в Малой Азии, где 6 октября 1849 года и родился Василиос Захариас. Российскому периоду жизни семьи он обязан как фамилией Захарофф, так и знанием русского языка (семья несколько лет жила в Одессе). К 1855 они вернулись в Константинополь, где проживали в бедных кварталах района Татавла. Детство Василия прошло на улицах этого города.
Самым первым заработком маленького Василия становится работа гидом для туристов. Он отводил их в Галату, квартал проституток в Константинополе, где они обретали запретные наслаждения, выходившие за пределы обыкновенной проституции. Впоследствии он работал пожарным. В XIX веке пожарные в Константинополе были не столь эффективны в тушении пожаров, сколь в спасении сокровищ богатых людей за честное вознаграждение. Многие также занимались рэкетом и кражами.
Затем Василий работает менялой валюты. Касательно этого периода его карьеры выдвигаются неподтверждённые обвинения в том, что он, вероятно, передавал фальшивую валюту туристам, которые не замечали этого, пока не покидали Константинополь.

### Проблемы с законом
1866 год, Захарофф появляется в Лондоне и оказывается в сердце скандала, который приводит его в суд по делу о незаконных коммерческих действиях, включая экспорт некоторых ценностей из Константинополя в британскую столицу. Диаспора константинопольских греков в Лондоне предпочитала решать дела, связанные с членами сообщества, вне стен английского суда. За 100 фунтов стерлингов Василия освобождают при условии, что он возместит убытки истца и останется в пределах юрисдикции суда. Он незамедлительно выезжает в Афины.
В Афинах 24-летний Захарофф заводит дружбу с политическим журналистом Этьеном Скулудисом. Красноречивый Захарофф убеждает Скулудиса в своей правоте относительно судебного разбирательства в Лондоне.
Судьба благоприятствует Василию Захароффу. Один из друзей Скулудиса, шведский капитан, покидает должность представителя компании Торстена Норденфельта, производящей оружие. Пользуясь случаем, Скулудис рекомендует Захароффа на освободившийся пост. 14 октября 1877 года Захароффа принимают торговым представителем оружейной компании Норденфельта, что становится началом карьеры.
Напряжённая политическая и военная ситуации вокруг Балкан, предоставляют прекрасную возможность проявить себя молодому торговцу оружием. Турция, Австро-Венгрия, Германия с одной стороны, Россия, Франция, Великобритания с другой, активно увеличивают расходы, чтобы противостоять, по мнению каждой, агрессивным планам соперника, без особой оглядки на Берлинское соглашение 1878 года.

### Подводная лодка

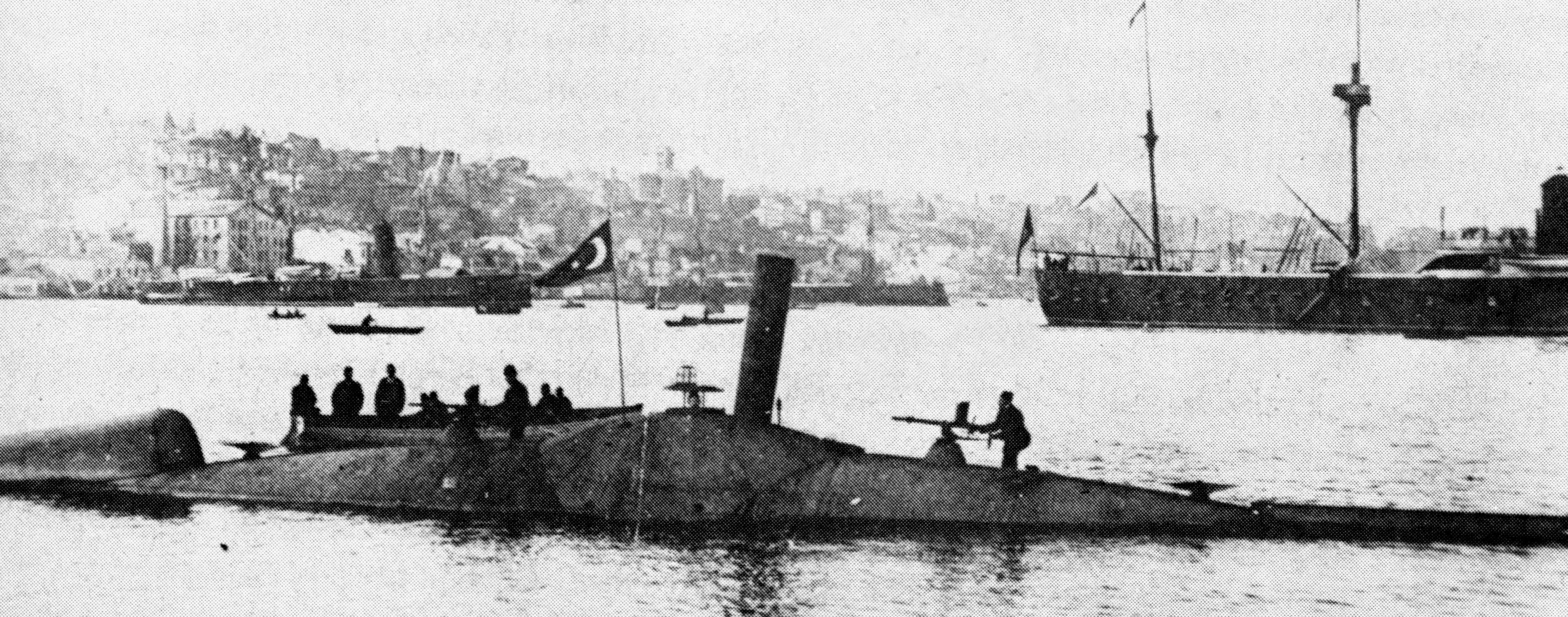
«Абдул-Гамид» (Nordenfelt II) — подлодка Османской империи, первая в истории флота субмарина, осуществившая пуск торпеды из подводного положения

Одной из наиболее значительных сделок Захароффа стала продажа подводной лодки Nordenfelt I с паровым двигателем, созданной по чертежам британского изобретателя Джорджа Гарретта и характеризуемой морской разведкой США как «опасную, и с необычным способом передвижения». Торстен Норденфельт показал субмарину летом 1887 года в Спитхеде, во время грандиозного военно-морского парада по случаю 50-летия царствования королевы Виктории. Демонстрация завершилась пуском торпеды из надводного положения. Таким образом Захарофф и Норденфельд успешно продемонстрировали судно на международном форуме военной элиты. И хотя крупные страны-игроки проигнорировали необычный, чересчур непредсказуемый, но в то же время, несомненно, и весьма авангардный, проект, но несколько стран оказались заинтересованы в покупке.
Греки опасались растущего флота Турции. Им было необходимо некое достаточно эффективное, новое, и не очень дорогое средство противодействия. Проект Норденфельта их привлёк. Пойдя на либеральные условия оплаты, Захарофф продал первую модель Греции.
Затем он сумел убедить турок в том, что греческая подводная лодка представляет для них опасность и продал им две (Nordenfelt II — «Абдул-Гамид» и Nordenfelt III — «Абдул-Меджид»). После этого, он провёл переговоры с русскими, убеждая их, что на Чёрном море теперь появилась новая значительная угроза.
Первоначально, после детального ознакомления русской комиссии, возглавляемой контр-адмиралом Диковым, c подлодкой, от покупки было решено отказаться, ввиду следующих причин: «1. Испытываемая лодка Норденфельда не подводная, потому что плавать под водой на некоторой глубине не может. 2. Погружение её хотя бы на короткое время сопряжено с большими затруднениями и совершенно невозможно в открытом море. 3. На лодке недостаточно места для двух даже 14-ти футовых (4,3 м) (торпедных) аппаратов. 4. Условия для жизни команды крайне плохие, а при плавании в море… невыносимы».
Однако подлодка (Nordenfelt IV, самая совершенная модель, с двумя паровыми двигателями и двумя торпедными аппаратами) понравилась Александру III и он приказал её приобрести. Но в ноябре 1888 года она легла на грунт близ Ютландии при переходе в Кронштадт и была раздавлена толщей воды, из-за чего царское правительство отказалось платить Норденфельду. Позднее её подняли, и Nordefelt IV вернулась к изготовителю в практически невосстанавливаемом виде.
Ни одной из этих подводных лодок так и не довелось поучаствовать в битве на море.

### Пулемёт «Максим»

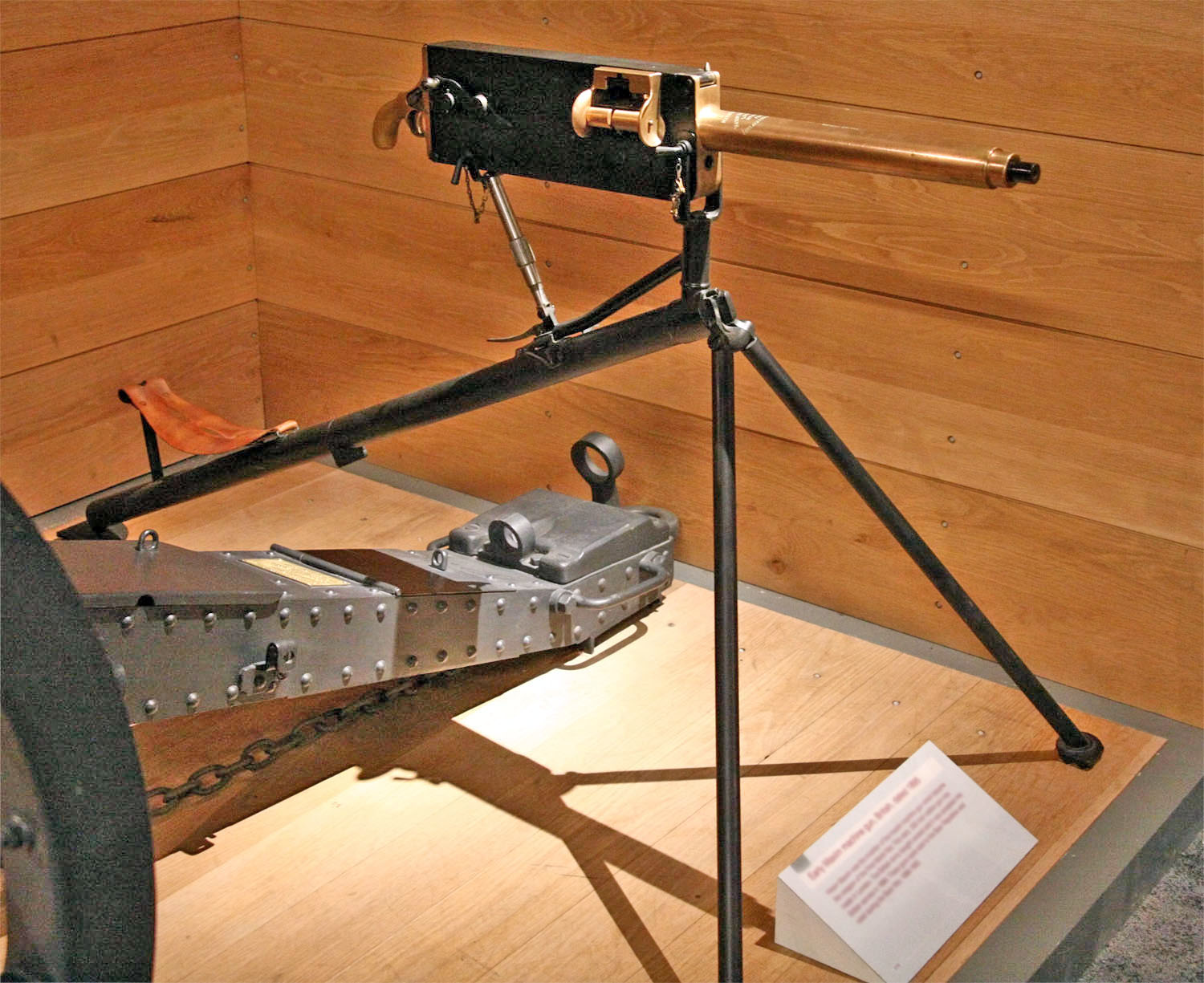
Пулемёт Максим.

Следующим знаковым человеком, который появляется в жизни Захароффа, становится инженер Хайрем Максим. Автоматический принцип работы пулемёта Максима произвёл революцию в области стрелкового вооружения. До него существовали лишь многоствольные модели, приводимые в действие вручную, с относительно невысокой скорострельностью.
Именно такие, менее совершенные, пулемёты производили заводы Торстена Норденфельда. Новый вид пулемёта становился опасным конкурентом Норденфельда. Существует мнение, что Захарофф приложил руку к событиям, срывавшим попытки Максима продемонстрировать своё изобретение в период между 1886 и 1888 годами.
Вначале пулемёт Максима и пулемёт Норденфельта должны были продемонстрировать в Специи, Италия, перед избранной аудиторией, включавшей герцога Генуэзского. Представители Максима на мероприятие не прибыли, так как некий человек, личность которого не установлена, предложил им тур по ночным заведениям Специи, после которого те были не в состоянии пойти куда бы то ни было.
Второй раунд состоялся в Вене. Здесь соперников попросили модифицировать своё оружие так, чтобы можно было использовать патроны стандартного калибра, используемого австрийской пехотой. Выстрелив несколько сотен патронов, пулемёт Максима стал нестабилен и затем совершенно остановился. Когда Максим разобрал оружие, чтобы разобраться в произошедшем, он обнаружил, что оно стало объектом саботажа, но было слишком поздно.
Третье испытание произошло также в Вене, и здесь оружие сработало замечательно. Но некий неизвестный человек проводит переговоры со старшими офицерами и убеждает их в том, что произвести такое изумительное оружие можно только вручную, по одной штуке за раз, и что без помощи массового производства Максим никогда не сможет произвести пулемёт в количествах, достаточных, чтобы удовлетворить нужды современной армии. Норденфельт и Захарофф побеждают. Максим, убеждённый в том, что у него в распоряжении великолепный товар, объединяется с Норденфельтом и его главным торговцем, Захароффым, с выплатой последним весьма солидных комиссионных.
Хотя очень немногое задокументировано, Захарофф воспринимался как мастер взяток и коррупции, но те немногие события, ставшие достоянием общественности — например, взятки в особо крупных размерах, полученные японским адмиралом Фудзи, — говорили о том, что намного больше происходило за кулисами. В 1890 году объединение Максима—Норденфелта распалось и Захарофф решает уйти с Максимом. На свои комиссионные Захарофф покупает акции компании Максима до тех пор, пока не сообщает Максиму, что теперь он является не наёмным работником, а равноправным держателем акций компании.

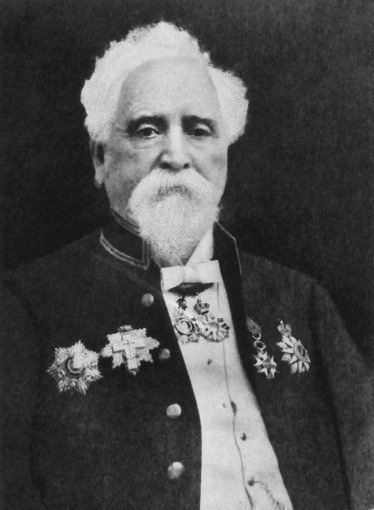
Сэр Хайрем Стивенс Максим, изобретатель пулемёта «Максим» и компаньон Василия Захароффа.

К 1897 году компания Максима стала достаточно крупной, чтобы получить предложение о выкупе от гиганта оружейной индустрии Vickers Limited. Предложение принимается. Это приносит солидную прибыль деньгами и акциями Максиму и Захароффу. Так в 1905 году Vickers заплатила Захароффу 86 000 фунтов стерлингов как своему главному торговому агенту. С этого периода и до 1911 года, по мере падения интереса Максима к бизнесу, пакет акций компании Vickers Захароффа только растёт. После ухода Максима на пенсию, Захарофф вступил в совет директоров Vickers.
Первое десятилетие XX века — период, в который многим европейским армиям предстояло пройти перестройку и модернизацию. Германия и Англия в особенности видели необходимость в модернизации флота. Vickers Limited и Захарофф предлагали свои услуги обеим сторонам.
После сокрушительного поражения в русско-японской войне, в Российской империи была принята программа модернизации флота, однако в стране преобладали протекционистские тенденции, требовавшие использовать для модернизации национальную индустрию. Более того, программа переоборудования ВМФ была срезана с 3 миллиардов рублей до полутора, поскольку одновременно требовались бюджетные вливания в железнодорожное строительство. Ходом Захароффа становится постройка огромного военно-промышленного комплекса в Царицыне.
Обнародование российских императорских архивов после Первой мировой войны привело к большему пониманию тактики военной промышленности. В частности, в одном из писем от 1907 года, написанных факторией Пола фон Гонтарда (тайно контролируемая Vickers компания в Германии) представителю Vickers в Париже, рекомендовалось опубликовать пресс-релизы во французской печати с информацией, что французам необходимо провести модернизацию своих войск, чтобы суметь справиться с угрозой, исходящей от перевооружающейся Германии. Расходы на перевооружение возрастали с обеих сторон, что работало на руку Захароффу.

### Первая мировая война
В годы, непосредственно предшествующие Первой мировой войне, Захарофф расширяет свои активы и развивает оружейный бизнес. Он покупает Объединённый Парижский Банк, традиционно связанный с тяжёлой промышленностью, и получает возможность эффективнее контролировать финансовые потоки «третьей республики». Контролирует ежедневную газету Excelsior, чтобы обеспечивать хорошую прессу (главный инструмент пиара того времени) оборонной индустрии.
Для большего веса во французском обществе ему не хватает только званий. Поэтому Захарофф учреждает дом престарелых для французских моряков, что открывает ему дорогу к Ордену Почётного легиона. Кафедра аэродинамики в Парижском университете делает его офицером, и 31 июля 1914 — в тот же день, когда убивают Жана Жореса, — Раймон Пуанкаре подписывает приказ о награждении его степенью Командора Ордена Почётного легиона. В марте 1914 Vickers объявляет о наступающем новом периоде процветания.
Только в Англии Vickers Limited во время войны произвёла 4 линейных корабля, 3 крейсера, 53 субмарины, 3 вспомогательных судна, 62 лёгких судна, 2328 пушек, 8 млн т стальных конструкций, 90 тыс. мин, 22 тыс. торпед, 5500 самолётов и 100 тыс. пулемётов. К 1915 году Захарофф вёл дела и с Дэвидом Ллойдом Джорджем, и с Аристидом Брианом. Есть сведения, что, воспользовавшись визитом к Бриану, Захарофф незаметно оставил конверт на столе последнего, в котором находился чек на миллион франков для солдатских вдов.
Одной из задач Захароффа во время войны было вовлечь Грецию в войну на стороне Союзников. Вначале это казалось невозможным, поскольку король Греции Константин сам был очень близок к Гогенцоллернам и был мужем сестры  Вильгельма II. Но Захарофф учредил информационное агентство в Греции, которое активно распространяло новости, благоприятные для Антанты. И в течение нескольких месяцев Константин был смещён в пользу премьер-министра Венизелоса в результате повстанческого движения сторонников последнего.
С окончанием войны The Times подсчитала, что Захарофф пожертвовал 50 млн фунтов стерлингов в пользу Союзников, проигнорировав, что это была лишь часть его прибыли. Он стал баронетом и отныне к нему можно было обращаться как к сэру Бэзилу Захароффу.

### Послевоенный бизнес
В последующие годы Захарофф участвует в делах с более мелкими силами, которые Большая четвёрка, занимавшаяся переделом Европы, с готовностью игнорировала. В частности, он стремится к тому, чтобы Греция и Венизелос получили достаточную долю от ослабленной Турции. Захарофф склоняет Венизелоса к военным действиям, и милитаристически настроенные греки действовали быстро и успешно, пока в 1920 году не вмешались Франция и Италия, вынудившие Грецию подписать договор, который не давал ей сохранить большую часть завоеваний. В следующие за этим выборы Константиновские лоялисты смогли вынудить Венизелоса бежать, но Захарофф остаётся и убеждает короля продолжить войну с Турцией, учитывая то, что новое греческое правительство монархистов оказалось без поддержки своих бывших союзников, данному мероприятию было суждено провалиться. Военные дела Захароффа получили не очень хорошую прессу в Париже и Лондоне.
В то же время Захарофф становится участником двух значимых финансовых предприятий. В октябре 1920 года он участвует в инкорпорировании компании, из которой впоследствии появился нефтяной гигант British Petroleum. По мнению Василия Захароффа, нефтяной бизнес ждало великое будущее.
Его связи с князем Монако Луи II привели к покупке попавшего в долговую яму Société des Bains de Mer, которое управляло знаменитым казино Монте-Карло, являвшегося главным источником доходов страны. У нового владельца казино вновь начинает приносить прибыль. В этот же период Захарофф убеждает Клемансо, чтобы тот включил в Версальский договор 1919 года защиту прав Монако в том виде, в котором они были установлены в 1641 году.

## Личная жизнь
Захарофф был женат на Эмили Энн Барроуз. Она умерла в 1890-е годы. Ходили даже слухи, что Захарофф не пожалел для Ллойд Джорджа собственной жены: он сам инициировал роман премьера со своей первой женой, англичанкой Эмили Энн Барроуз, после чего тот оказался полностью в его власти.
В сентябре 1924 года семидесятипятилетний Захарофф вновь женился; его супругой стала Мария дель Пилар. Впервые он встретил Марию дель Пилар около трёх десятилетий ранее в «Восточном экспрессе» между Цюрихом и Парижем, где та испытывала сложности с её новым мужем, герцогом Марчены. Захароффу пришлось подождать. Несмотря на то, что герцог вскоре был направлен в лечебницу для душевнобольных, Мария, будучи католичкой, не имела возможности развестись. Им пришлось ждать до смерти герцога. Мария умерла от инфекции в 1926 году.
Захарофф ликвидирует свои активы, оставляя контроль над казино в Монте-Карло, и начинает работу над мемуарами (его дневники, которые он вёл всю жизнь, составляли 53 тома). После того, как мемуары были завершены, их выкрали. Вероятно, вор надеялся сделать состояние на раскрытии тайн крупных политических фигур Европы. Полиция нашла мемуары и вернула их Захароффу, который затем их сжёг.
Захарофф умер 27 ноября 1936 года в Монте-Карло.

## Культурное влияние
По словам Антона Шандора Лавея, основателя Церкви Сатаны, Василий Захарофф был среди тех, кто повлиял на формирование его мировоззрения. Также Захарофф стал прототипом героев различных произведений. В их числе детективный роман «Маска Димитриоса» (1936) Эрика Эмблера о злодее по имени Димитриос Макропулос, в его экранизации «Маска Димитриоса», эту роль исполняет Закари Скотт. Он же, по одному из предположений, лег в основу заглавного героя фильма Орсона Уэллса «Мистер Аркадин».
В комиксах «L’Oreille Cassée» его личность спародирована в персонаже по имени Basil Bazaroff (Базиль Базарофф), продающем оружие обеим сторонам в конфликте, который он сам же помог разжечь. Василий Захарофф, очевидно, стал одним из прототипов Юрия Орлова (Николас Кейдж), протагониста фильма «Оружейный барон» (Lord of War, 2005).
Он также является одним из персонажей телесериала «Демон революции», где рассказано о его знакомстве с Александром Парвусом.

## Высказывания
Успех в жизни заключается не в том, чтобы делать то, что мы любим, а в том, чтобы любить то, что мы делаем.

### На английском языке
- Sir Basil Zaharoff
- Basil Zaharoff — The Merchant of Death
- Basil Zaharoff — Encyclopædia Britannica
- Zaharoff, sir Basil — The Columbia Encyclopedia
- «MUNITIONS», 19 апреля, 1935 — Василий Захарофф на киноплёнке
- Василий Захарофф
- Costak Files — Basil Zaharoff of Tatavla
- Anthony Allfrey, «Man of Arms: The Life and Legend of Sir Basil Zaharoff» — страница книги
- Robert Neumann, R T Clark (Translator), «Sir Basil Zaharoff: Death’s Croupier» (Allborough Biographies S,) — страница книги на Amazon.com
- Dr Richard Lewinsohn, «The Mystery Man of Europe Sir Basil Zaharoff» — страница книги
- The Merchant of Death - Basil Zaharoff I WHO DID WHAT IN WW1? -- The Great War